# Chemins de fer Orientaux
 (décembre 2021).
Si vous disposez d'ouvrages ou d'articles de référence ou si vous connaissez des sites web de qualité traitant du thème abordé ici, merci de compléter l'article en donnant les références utiles à sa vérifiabilité et en les liant à la section « Notes et références ».
Les Chemins de fer Orientaux (CO) sont une compagnie de chemin de fer ottomane opérant en Roumélie (la partie de la péninsule balkanique sous domination ottomane) et plus tard dans la partie européenne de Turquie, soit de 1870 à 1937.

## Histoire
La Compagnie générale pour l'exploitation des chemins de fer de la Turquie d'Europe, société française, est constituée en 1870. La Compagnie d'exploitation des chemins de fer orientaux, société autrichienne, prend sa suite en 1879. Elle est transformée en société ottomane en 1909.
En 1920, la Banque française pour le commerce et l'industrie (BFCI), à la tête d'un consortium (Crédit mobilier français, Schneider, Société de construction des Batignolles).
L'entreprise a été intégrée dans les Chemins de fer de l'État de la république de Turquie. Son réseau a été réparti au fur et à mesure entre la Chemins de fer de l'État de la république de Turquie, la Železnice Srbije, la BDŽ, le Chemin de fer Franco-Hellenique (en), la Société nationale des chemins de fer grecs (en) et la Südbahn-Gesellschaft (en).

## Réseau

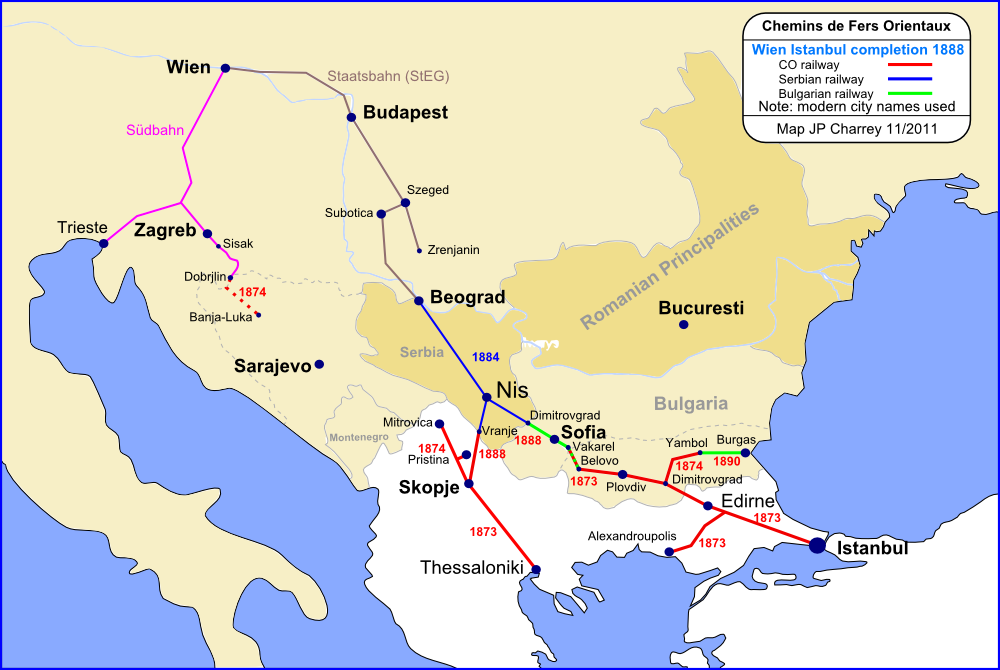
Chemins de fer Orientaux.